# Tandilia dorini
Tandilia dorini är en fjärilsart som beskrevs av William Schaus 1938. Tandilia dorini ingår i släktet Tandilia och familjen nattflyn. Inga underarter finns listade i Catalogue of Life.